# Hulu (Zweden)
Hulu is een plaats in de gemeente Ulricehamn in het landschap Västergötland en de provincie Västra Götalands län in Zweden. De plaats heeft 273 inwoners (2005) en een oppervlakte van 41 hectare.